# Lorenz Schütter

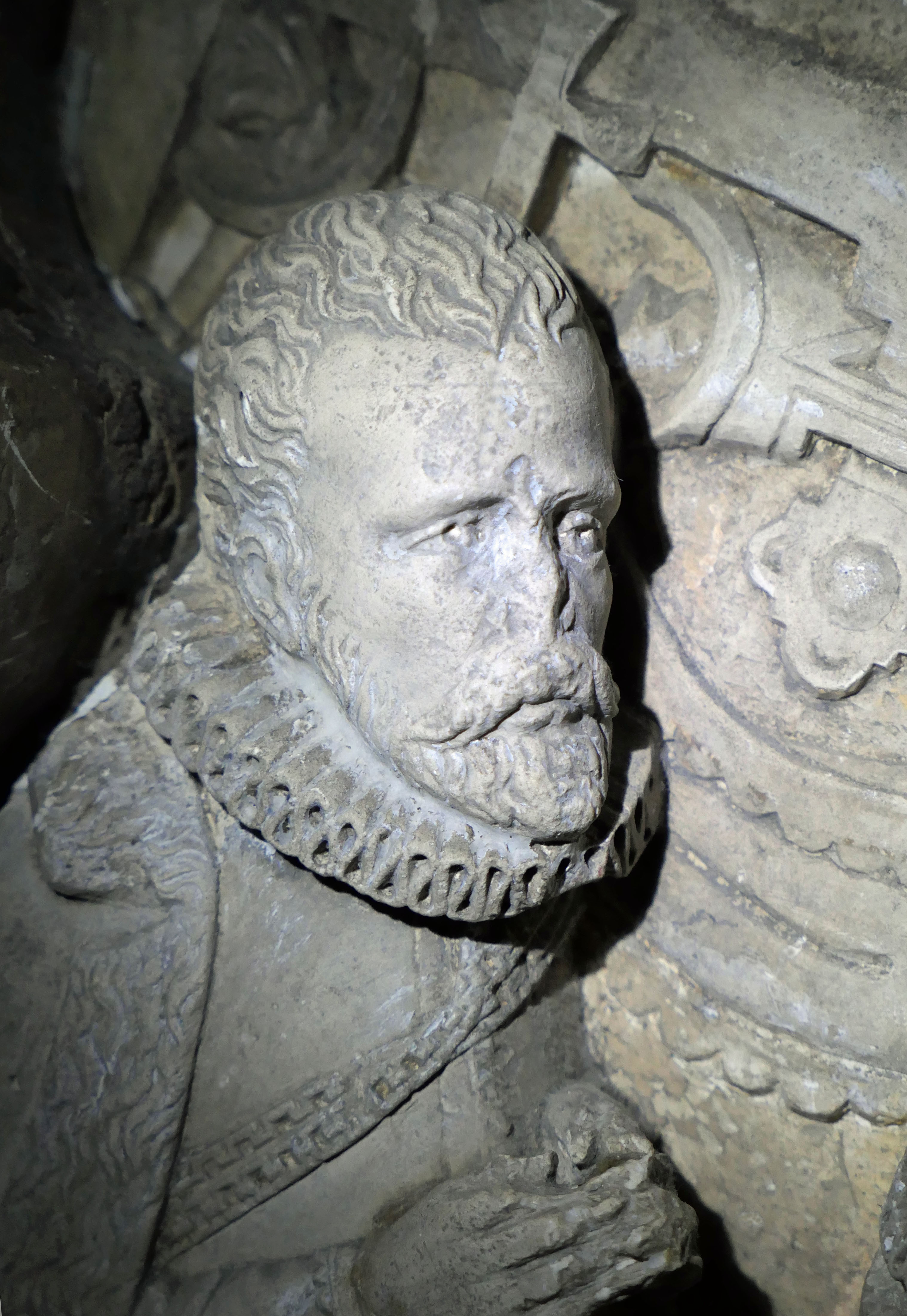
Lorenz Schütter. Epitaph in Münzbach

Lorenz Schütter von Klingenberg († 2. September 1599 in Wien), ursprünglich aus bürgerlicher Familie, war Pfennigmeister und Oberdreißiger (Steuereinnehmer) in Ungarisch-Altenburg, Kaiserlicher Rat sowie später ab den 1590er-Jahren als Ritter Mitglied der oberösterreichischen Landstände. Schütter war Protestant. Er starb 1599 und wurde in der von Bildhauer Friedrich Thön errichteten Familiengruft in der Pfarrkirche Münzbach beigesetzt.

## Familie
Lorenz Schütter der Ältere war zweimal verheiratet. Erste Ehefrau war die Wienerin Anna (Maria Anna), geborene Kirchhamer († 1584), Tochter von Georg Kirchhamer († 1593). Zweite Ehefrau war Barbara, geborene Prunner. Diese Barbara heiratete in zweiter Ehe einen Matthäus Eisler (Eißler). Kinder (unvollständig):
- Georg Schütter (* 1588; † 1638), aus erster Ehe. 1600 heiratete er Dorothea Anna, geborene von Fentzel von Grueb zu Feyreck.[3] Kinder:

1. Ritter Hans Rudolf Schütter, verheiratet mit Johanna, geborene von Rauber.
2. Ritter Helverich Schütter, verheiratet mit Eusebia, geborene von Maruschki. Bei der Verleihung der österreichischen Freiherrenwürde an Helverichs Sohn Franz Ferdinand Schütter (er war verheiratet mit Eleonora, geborene von Stapfer) wandelte sich das »Schütter von Klingenberg« um zu »von Klimberg zu Klingenberg«. Franz Ferdinand von Schütter bzw. Franz Ferdinand von Klimberg zu Klingenberg wanderte als eifriger Protestant allerdings aus. Ein direkter Nachkomme war der bekannte Philipp Reinhard von Klimberg zu Klingenberg (* 1720; † 1762; verheiratet mit Sophie, geborene von Heugel). Er war kurbayerischer Kammerherr und erster Kommandeur des Bayerischen Kadettenkorps.[4][5]

- Lorenz Schütter der Jüngere (* 1590; † 1620), aus erster Ehe. Heiratete Maria Elisabeth, geborene Strasser von Gleyß in Niederösterreich. Deren Kinder, Sohn Wolf Gottfried und Tochter Maria Elisabeth, starben beide im jugendlichen Alter.

- Martha, aus erster Ehe. Heiratete Maximilian von Serdein (Serendein, Serentin), Herr von Blabenstain (Blauenstein, nun Stadt Modry Kamen in der Slowakei).[6]

- Anna, aus erster Ehe. Heiratete Georg von Furtenberg (Furt von Furtenberg, Würfelhof zu Nussdorf, Wien).

- Barbara, aus zweiter Ehe. Heiratete Michael Pernauer zu Pernegg am Schloss Aich (Oberösterreich).[7]

Insgesamt hatte Lorenz Schütter d. Ä. jedoch sechs Söhne und acht Töchter, von denen einige bald starben. Sein Epitaph (Bildhauer Friedrich Thön) in der Pfarrkirche Münzbach gibt ein Bild davon.

## Leben und Wirken
Die Schütter waren ursprünglich eine für das habsburgersche Kaiserhaus tätige bürgerliche Familie. Lorenz Schütter war Proviantverweser und später Hofzahlmeisteramtsverwalter. Zusammen mit seinem Bruder Georg kam er im zweiten österreichischen Türkenkrieg (1566 bis 1568) zu einem beachtlichen Vermögen, das sie gegen die üblichen Zinsen von 4 % meist an Herrschaftsbesitzer verliehen. Am 23. September 1573 erhob Kaiser Maximilian II. die Brüder Laurenz und Gregor Schütter wegen ihrer Verdienste im Türkenkrieg und als Hofzahlmeisteramtskontrollor in den Reichsadelsstand und verbesserte ihr Wappen. Lorenz Schütter war zunächst Lehensnehmer und wurde in den 1590er-Jahren Besitzer der Herrschaften Aich, Klingenberg mit zahlreichen Untertanen in St. Thomas und Königswiesen sowie dem Markt Münzbach, und Windhaag samt Saxenegg einschließlich des Landgerichts Windhaag in der Altenburger, Rechberger, und Pergkirchener Pfarre sowie Schloss Pragstein. Er erwarb durch Pfändung auch die Herrschaft Thalberg in der Steiermark, das seine Witwe wenige Jahre später wieder verkaufte. Zum Wirkungskreis seiner Familie gehörte bis 1611 auch die Stadtherrschaft Eggenburg im Waldviertel, weiters waren die Schütters bis 1606 Pfandinhaber der Herrschaft Kreuzenstein. Georg Schütter, Sohn des Lorenz, ließ 1620 das Sankt Barbara Spital in Münzbach errichten. Lorenz Schütters Freihaus in Wien stand in der Dorotheergasse. Dort wohnte er auch.
Schütters Schwiegervater, Georg Kirchhamer (Kirchhaimer, † 1593), Handelsmann in Wien, Äußerer Rat von Wien, richtete die Kirchhamer’sche Stiftung (auch Münzbacher’sche Stiftung genannt) ein. Lorenz Schütter war nach Kirchhamers Tod 1593 der Verwalter und damit betraut, die Erträge u. a. für die Schaffung eines privaten protestantischen Schulwesens für Knaben zu verwenden. Erst sein Sohn, Georg Schütter, gründete mit Hilfe der Stiftung 1608 die Kirchhamerische Stiftschule, eine protestantische Lateinschule. Sie bestand bis 1625. Joachim Enzmilner übernahm 1641 die Fortführung der Stiftung und betrieb die Stiftschule nunmehr als katholisches Alumnat.
Für den Markt Münzbach erließen die Schütterischen Verwalter um 1600 den „Schütterschen Corpus“, eine bürgerliche Hantierungsordnung, die noch bis in die zweite Hälfte des 18. Jahrhunderts Gültigkeit hatte.
1610 traten nun Lorenz d. J. und Georg Schütter ihr Erbe nach dem 1599 verstorbenen Vater an. Sie wurden mit den Herrschaften Klingenberg und Windhaag belehnt. 1627, im Zuge der Gegenreformation, wurde den protestantischen Schütters die Vogtei- und Präsentationsrechte der Pfarren Altenburg, Münzbach und Pergkirchen entzogen und an das Kloster Baumgartenberg übertragen. 1620 starb Lorenz Schütter d. J. 1629 war Georg Schütter so in Schulden geraten, dass er seinen Besitz den Befreundeten (Erbgemeinschaft) abtreten musste.
Die Erbgemeinschaft umfasste:
1. Die Erben der Barbara Eiseler (Eissler) bzw. Schütter, geborene Prunner. Diese Barbara war die zweite Ehefrau von Lorenz Schütter gewesen. Nach Schütters Tod hatte diese Barbara den Ritter Matthäus Eiseler geheiratet.[1] 1601 kaufte Matthäus  Eiseler Schloss und Herrschaft Eggenburg[12] in Niederösterreich. 1608 war Matthäus Eiseler der Unterzeichner N° 148 des Horner Bundes. Ritter Thomas Eiseler[13] scheint der Sohn des Matthäus Eiseler zu sein.
2. Martha von Serdein, geborene Schütter.
3. Anna von Furtenberg, geborene Schütter.
4. Dorothea Schütter, geborene Fentzel von Grueb zu Feyreck.

1630 verkauften diese die Herrschaft Klingenberg samt dem Markt Münzbach an das Kloster Waldhausen. 1636 verkauften sie den übriggebliebenen Besitz samt der Herrschaft Windhag großteils an Joachim Enzmilner.

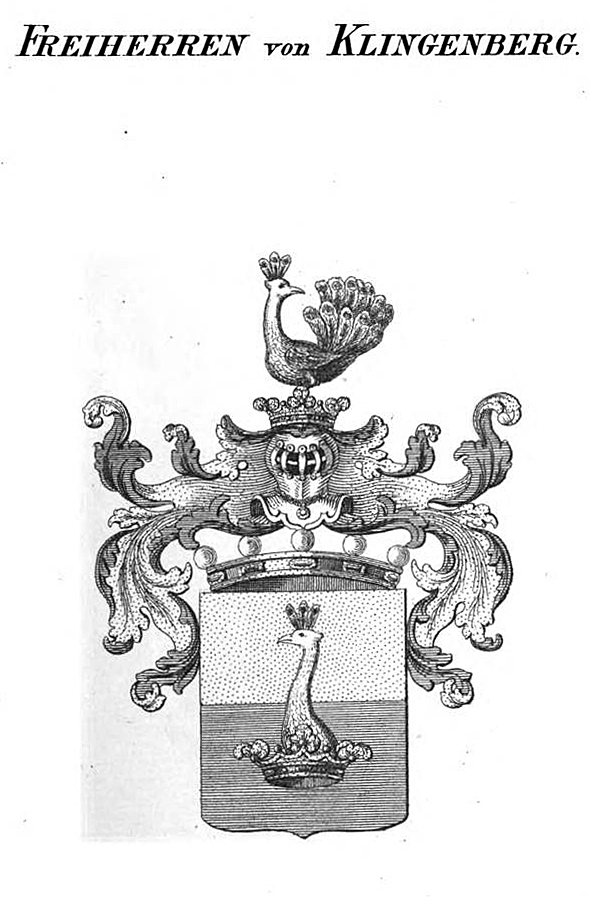
Wappen Schütter von Klingenberg
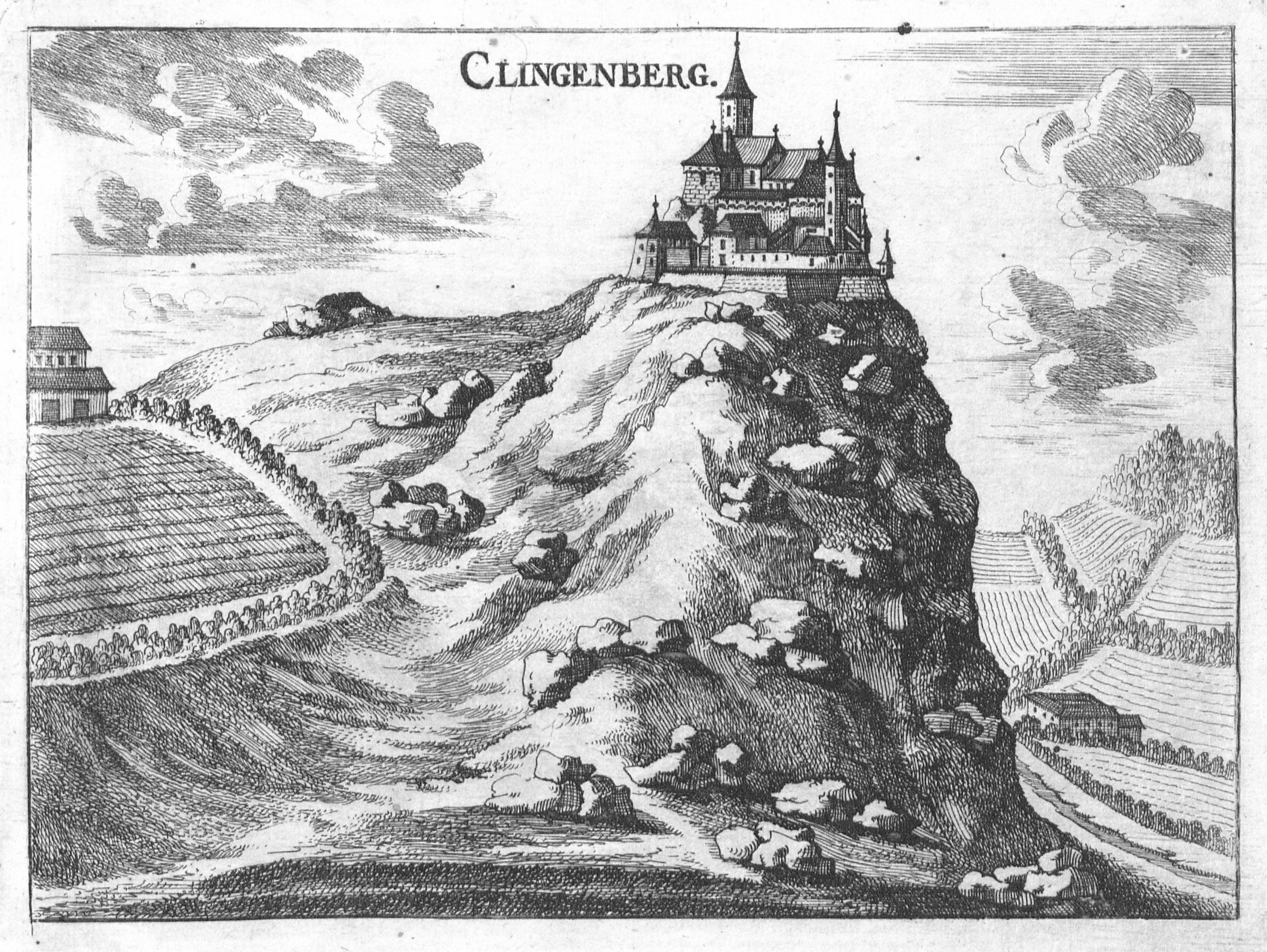
Klingenberg Südansicht. Stich von Georg Matthäus Vischer
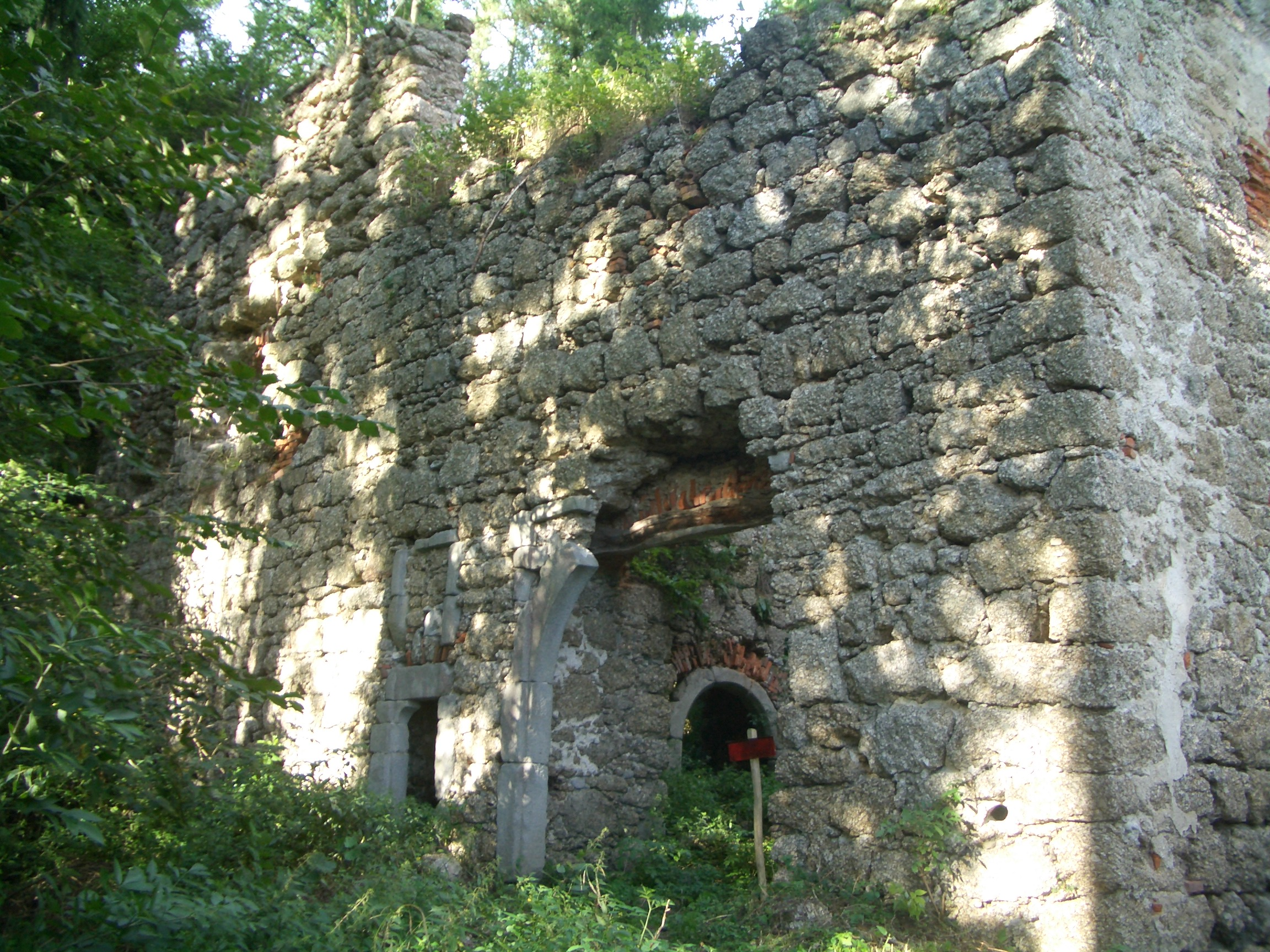
Burgtor zu Burgruine Klingenberg, Westansicht
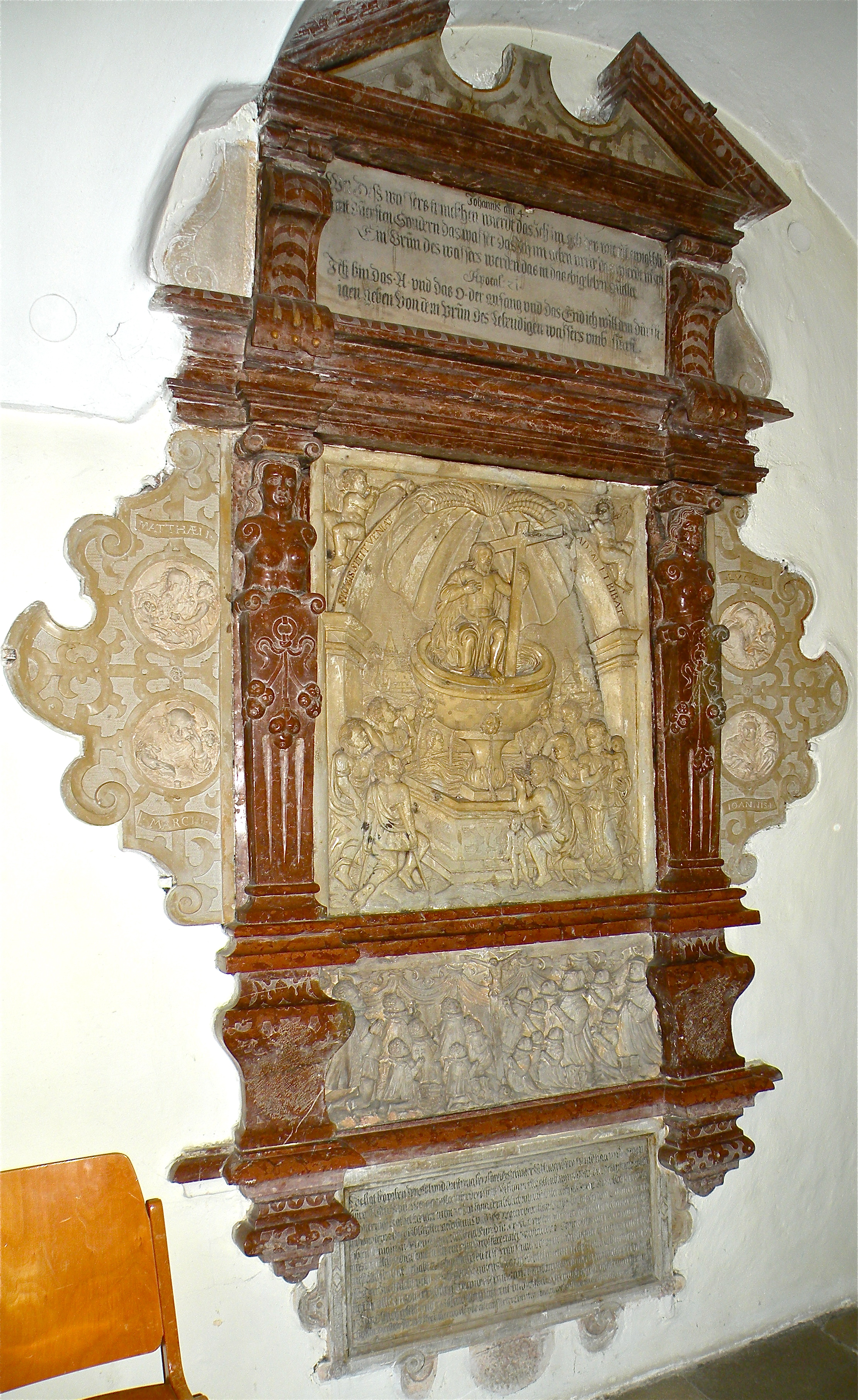
Epitaph Schütter. Pfarrkirche Münzbach, Sakristeigang. Bildhauer: Friedrich Thön und Werkstätte
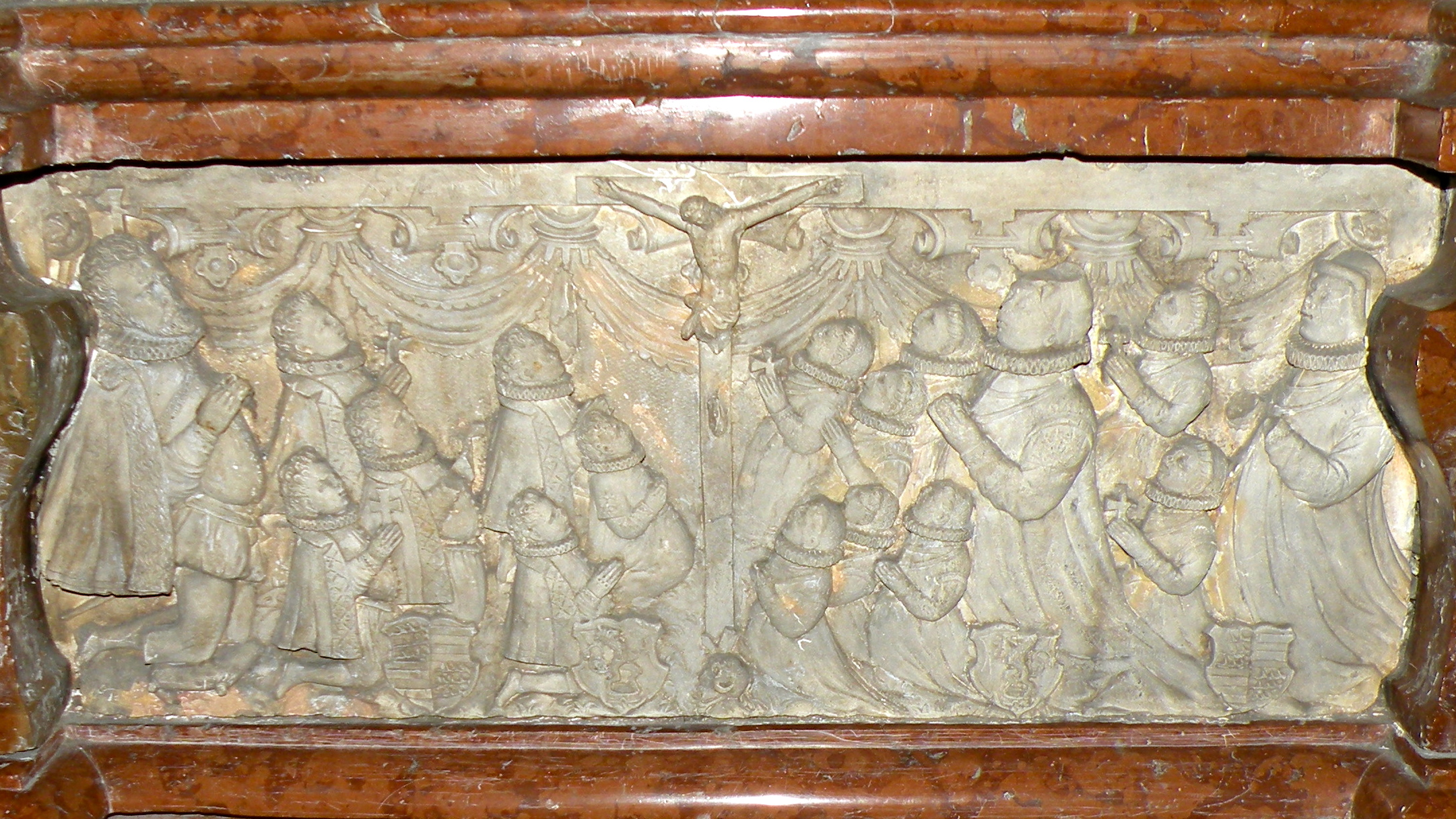
Lorenz Schütter, seine 14 Kinder, davon bereits 5 verstorben (mit †) und seine beiden Ehefrauen. Detail des Epitaphs
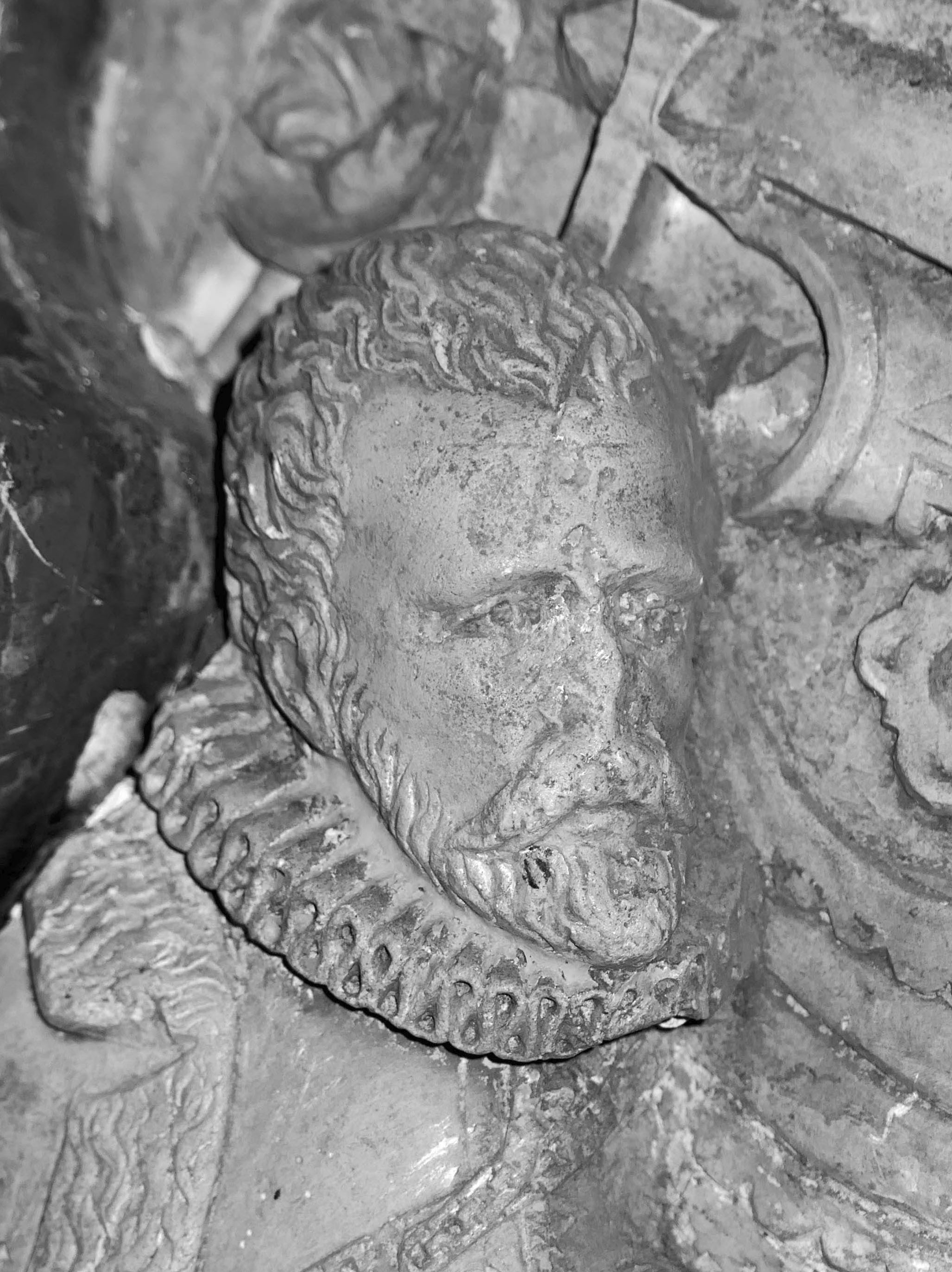
Lorenz Schütter. Detail
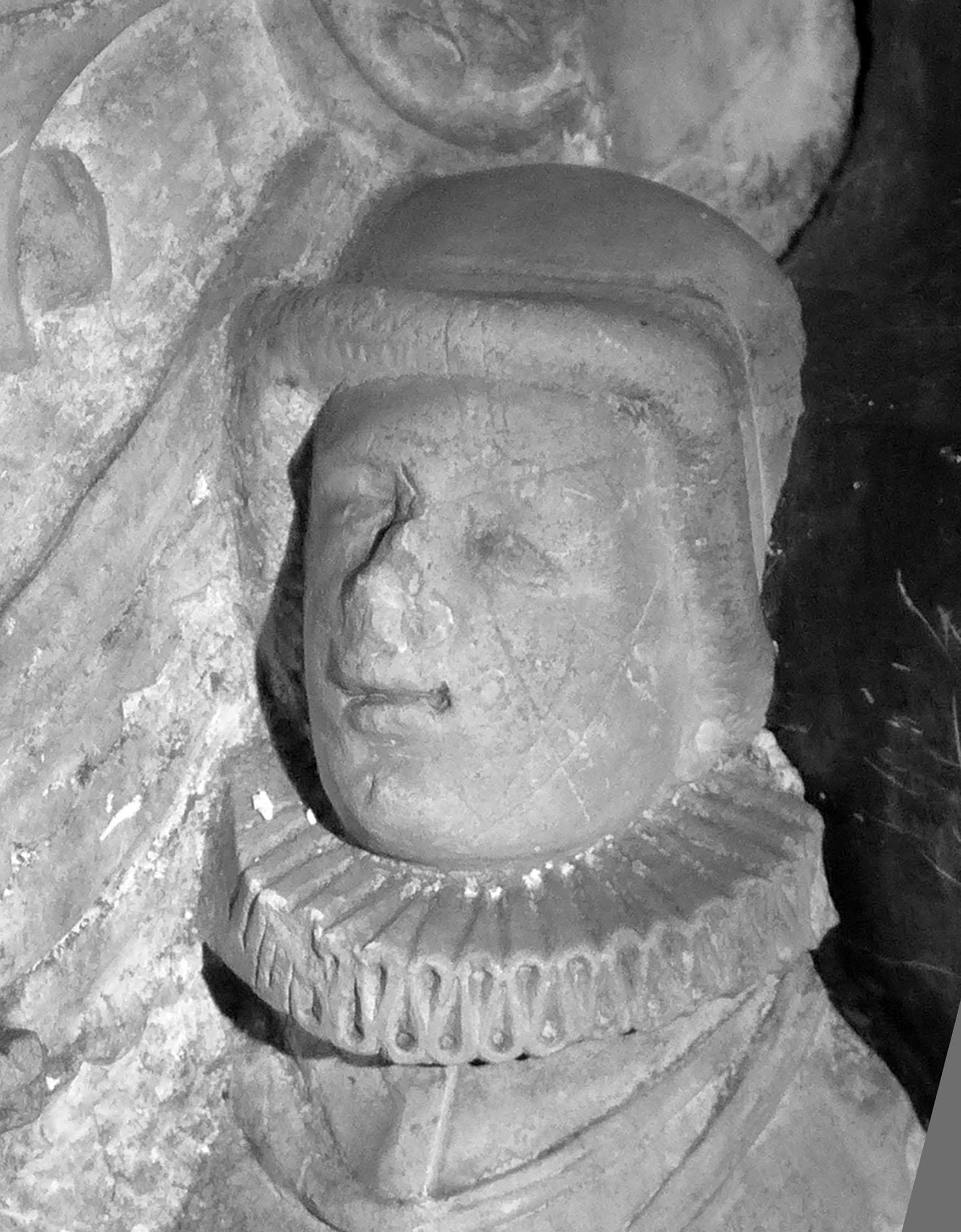
Anna Schütter. Erste Ehefrau
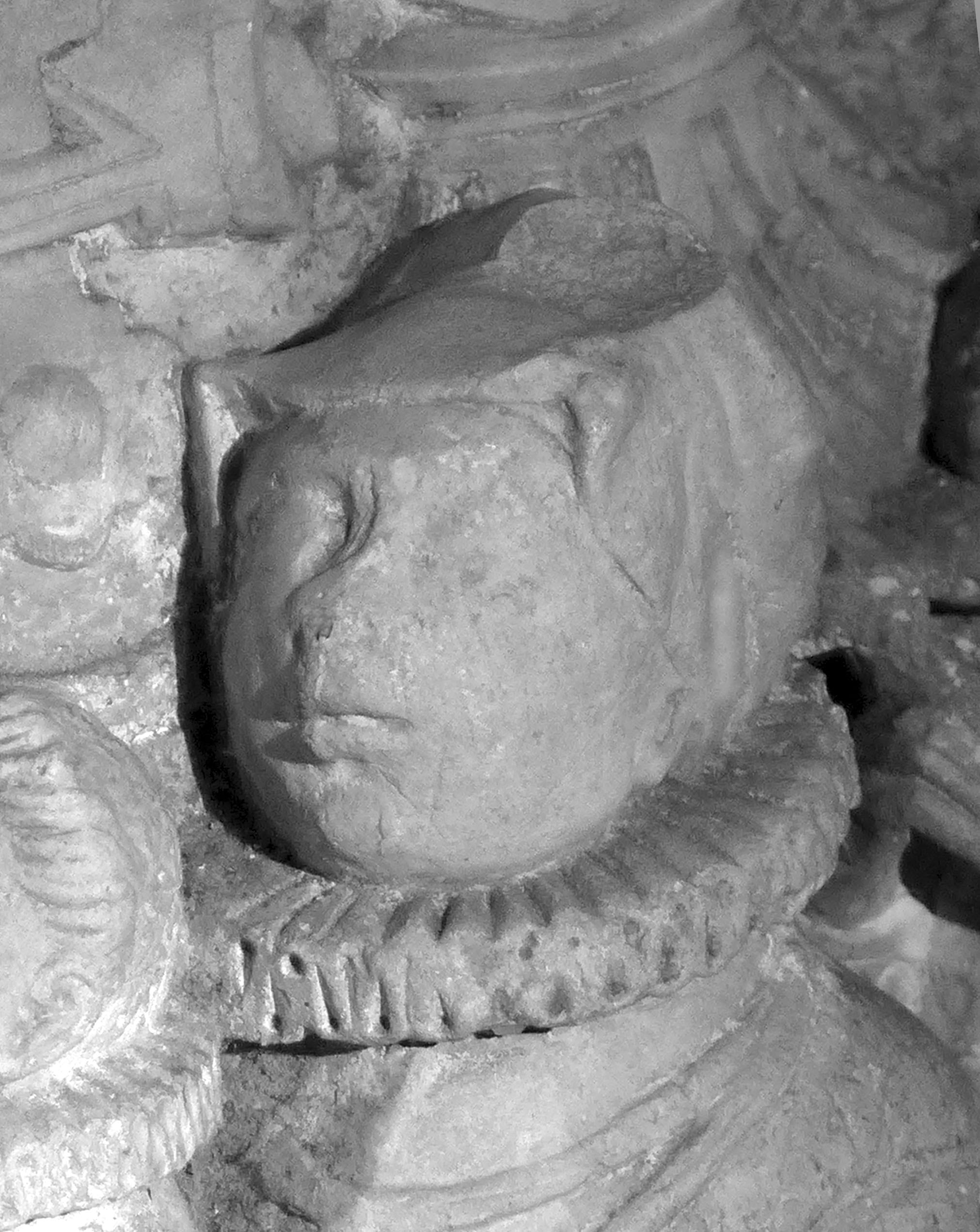
Barbara Schütter. Zweite Ehefrau